# Silvestru Kisitu
Silvestru Kisitu, (în greacă Επίσκοπος Σίλβεστρος) cu numele civil  Maximos Kisitu, n. 20 septembrie 1982, Kampala, Uganda) este episcop al Bisericii Ortodoxe din Uganda care ține de jurisdicția canonică a Patriarhiei din Alexandria și administrează Episcopia de Gulu și Uganda de Est (din 2018)..

## Biografie
S-a născut pe 20 septembrie 1982 în Kampala, Uganda, unde a absolvit liceul..
A absolvit Institutul Teologic al Universității din Atena și a fost fratele mănăstirii Μονή Παναγίας Σκιαδενής din Rodos . La 8 septembrie 2013, Mitropolitul Chiril al Rodosului (Koerakis) l-a fost hirotonit ierodiacon, iar la 8 septembrie 2014 ieromonah. În 2015 a fost acceptat în jurisdicția Bisericii Ortodoxe din Alexandria și ridicat la rangul de arhimandrit. A slujit în mănăstirea Sf. Sava din Alexandria. Hirotonia în treaptă episcopală a avut loc la 16 decembrie 2018, în Catedrala Sfântul Sava din Alexandria. Consacrarea a fost făcută de Patriarhul Alexandriei Teodor, mitropolitul Kampala Iona (Luang), mitropolitul Chiril (Koerakisom) (Patriarhia de Constantinopol), Accra Narcissus (Gammohom) , Memphis Nicodim (Priangelosom) , Nubian Sawa (Himonettosom) și Episcopul Olimpiadei Chiril (Papanfim) (Patriarhul Constantinopolului).
La 23 ianuarie 2019, el a revenit la Kampala din Grecia și a fost prezentat conducerii țării și enoriașilor ortodocși la liturghia din Catedrala Sf. Nicolae de către Mitropolitul Iona din Kampala (Luanga).
Întronizarea a fost celebrată în 17 februarie 2019 în parohia ortodoxă Sf. Lawrence din districtul Koro, municipalitatea Gulu și în 24 februarie 2019 în parohia ortodoxă a Sfintei Învieri din orașul Jinja..